# Pentastemonodiscus
Pentastemonodiscus é um género botânico pertencente à família Caryophyllaceae.